# Fernando Straube
Fernando Costa Straube (Curitiba, 4 de junho de 1965) é ornitólogo brasileiro e especialista em observação de aves, sendo filiado a diversas entidades científicas no Paraná, Brasil e exterior. Trabalhou no Museu de História Natural Capão da Imbuia em Curitiba e foi premiado como Biólogo Honorário por parte do Conselho Federal de Biologia por dedicação integral ao estudo da biologia. É um dos idealizadores do Avistar, principal evento de observação de aves no Brasil.